# Fotbal na Letních olympijských hrách 1980
Fotbalový turnaj na Letních olympijských hrách 1980 konaný v Moskvě a dalších městech Sovětského svazu ve dnech 20. července až 2. srpna byl 15. oficiální fotbalový turnaj na olympijských hrách. Vítězem se stala československá fotbalová reprezentace.

## Místa konání
Soutěže v kopané se uskutečnily na pěti stadionech:
- Moskva: Lužniki
- Moskva: Stadion Dynamo
- Leningrad: Stadion Kirov
- Kyjev: Stadion Republiky (od roku 1996 Olympijský stadion)
- Minsk: Stadion Dynamo

## Účastníci
| Skupina A | Kuba      | Sovětský svaz | Venezuela | Zambie         |
| Skupina B | Kolumbie  | Kuvajt        | Nigérie   | Československo |
| Skupina C | Alžírsko  | Španělsko     | NDR       | Sýrie          |
| Skupina D | Kostarika | Finsko        | Irák      | Jugoslávie     |

## Kvalifikace
Hlavní článek: Kvalifikace na fotbalový turnaj na Letních olympijských hrách 1980
Kvůli bojkotu vedeném USA se některé země her nezúčastnily a byly nahrazeny jinými.
| - Afrika (CAF) - Alžírsko - Nigérie (nahradili Ghana) - Zambie (nahradili Egypt) - Asie (AFC) - Irák (nahradili Malajsie) - Kuvajt - Sýrie (nahradili Írán) - Severní, Střední Amerika a Karibik (CONCACAF) - Kostarika - Kuba (nahradili USA) |  | - Jižní Amerika (CONMEBOL) - Kolumbie - Venezuela (nahradili Argentina) - Evropa (UEFA) - Československo - Finsko (nahradili Norsko) - NDR (vítěz LOH 1976) - Španělsko - Jugoslávie - Hostitel - Sovětský svaz |

## Základní skupiny

### Skupina A
| Tým           | Z | V | R | P | VG | IG | +/- | B |
| ------------- | - | - | - | - | -- | -- | --- | - |
| Sovětský svaz | 3 | 3 | 0 | 0 | 15 | 1  | +14 | 6 |
| Kuba          | 3 | 2 | 0 | 1 | 3  | 9  | -6  | 4 |
| Venezuela     | 3 | 1 | 0 | 2 | 3  | 7  | -4  | 2 |
| Zambie        | 3 | 0 | 0 | 3 | 2  | 6  | -4  | 0 |

| 20. července 1980 12:00 |        |        |                                                                 |
| Kuba                    | 1 : 0  | Zambie | Kirov Stadium, Leningrad diváci: 100 000 rozhodčí: Marijan Raus |
| Roldán 58'              | Report |        | Kirov Stadium, Leningrad diváci: 100 000 rozhodčí: Marijan Raus |

| 20. července 1980 12:00                             |        |           |                                                        |
| Sovětský svaz                                       | 4 : 0  | Venezuela | Lužniki, Moskva diváci: 80 000 rozhodčí: Franz Woehrer |
| Andrejev 3' Čerenkov 25' Gavrilov 34' Oganesjan 51' | Report |           | Lužniki, Moskva diváci: 80 000 rozhodčí: Franz Woehrer |

| 22. července 1980 12:00 |        |                 |                                                                        |
| Kuba                    | 2 : 1  | Venezuela       | Kirov Stadium, Leningrad diváci: 70 000 rozhodčí: Emilio Guruceta-Muro |
| Hernández 49' Núñez 71' | Report | Zubizarreta 68' | Kirov Stadium, Leningrad diváci: 70 000 rozhodčí: Emilio Guruceta-Muro |

| 22. července 1980 12:00            |        |             |                                                        |
| Sovětský svaz                      | 3 : 1  | Zambie      | Lužniki, Moskva diváci: 80 000 rozhodčí: Marwan Arafat |
| Chidijatullin 9', 51' Čerenkov 87' | Report | Chitalu 13' | Lužniki, Moskva diváci: 80 000 rozhodčí: Marwan Arafat |

| 24. července 1980 12:00                                                             |        |      |                                                               |
| Sovětský svaz                                                                       | 8 : 0  | Kuba | Dinamo Stadium, Moskva diváci: 52 000 rozhodčí: Bob Valentine |
| Andrejev 8', 27', 44' Romancev 20' Šavlo 43' Čerenkov 55' Gavrilov 75' Bessonov 77' | Report |      | Dinamo Stadium, Moskva diváci: 52 000 rozhodčí: Bob Valentine |

| 24. července 1980 12:00         |        |             |                                                                       |
| Venezuela                       | 2 : 1  | Zambie      | Kirov Stadium, Leningrad diváci: 80 000 rozhodčí: Jésus Paulino Siles |
| Zubizarreta 86' Elie 90' (pen.) | Report | Chitalu 73' | Kirov Stadium, Leningrad diváci: 80 000 rozhodčí: Jésus Paulino Siles |

### Skupina B
| Tým            | Z | V | R | P | VG | IG | +/- | B |
| -------------- | - | - | - | - | -- | -- | --- | - |
| Československo | 3 | 1 | 2 | 0 | 4  | 1  | +3  | 4 |
| Kuvajt         | 3 | 1 | 2 | 0 | 4  | 2  | +2  | 4 |
| Kolumbie       | 3 | 1 | 1 | 1 | 2  | 4  | -2  | 3 |
| Nigérie        | 3 | 0 | 1 | 2 | 2  | 5  | -3  | 1 |

| 21. července 1980 12:00          |        |          |                                                   |
| Československo                   | 3 : 0  | Kolumbie | Kirov Stadium, Leningrad rozhodčí: Belaid Lacarne |
| Pokluda 14' Berger 18' Vízek 85' | Report |          | Kirov Stadium, Leningrad rozhodčí: Belaid Lacarne |

| 21. července 1980 12:00         |        |                   |                                                  |
| Kuvajt                          | 3 : 1  | Nigérie           | Dinamo Stadium, Moskva rozhodčí: Klaus Scheurell |
| Al Dakheel 16', 40', 85' (pen.) | Report | Mubarak 25' (vl.) | Dinamo Stadium, Moskva rozhodčí: Klaus Scheurell |

| 23. července 1980 12:00 |        |            |                                                 |
| Kolumbie                | 1 : 1  | Kuvajt     | Dinamo Stadium, Moskva rozhodčí: Anders Mattson |
| Molinares 73'           | Report | Sultan 64' | Dinamo Stadium, Moskva rozhodčí: Anders Mattson |

| 23. července 1980 12:00 |        |           |                                                          |
| Československo          | 1 : 1  | Nigérie   | Kirov Stadium, Leningrad rozhodčí: Enrique Labo Revoredo |
| Vízek 25'               | Report | Nwosu 84' | Kirov Stadium, Leningrad rozhodčí: Enrique Labo Revoredo |

| 25. července 1980 12:00 |        |         |                                                        |
| Kolumbie                | 1 : 0  | Nigérie | Dinamo Stadium, Moskva rozhodčí: Salim Naji Al-Hachami |
| Cardona 55'             | Report |         | Dinamo Stadium, Moskva rozhodčí: Salim Naji Al-Hachami |

| 25. července 1980 12:00 |        |        |                                                      |
| Československo          | 0 : 0  | Kuvajt | Kirov Stadium, Leningrad rozhodčí: Riccardo Lattanzi |
|                         | Report |        | Kirov Stadium, Leningrad rozhodčí: Riccardo Lattanzi |

### Skupina C
| Tým       | Z | V | R | P | VG | IG | +/- | B |
| --------- | - | - | - | - | -- | -- | --- | - |
| NDR       | 3 | 2 | 1 | 0 | 7  | 1  | +6  | 5 |
| Alžírsko  | 3 | 1 | 1 | 1 | 4  | 2  | +2  | 3 |
| Španělsko | 3 | 0 | 3 | 0 | 2  | 2  | 0   | 3 |
| Sýrie     | 3 | 0 | 1 | 2 | 0  | 8  | -8  | 1 |

| 20. července 1980 12:00 |        |            |                                                                 |
| NDR                     | 1 : 1  | Španělsko  | Stadion Republiky, Kyjev diváci: 100 000 rozhodčí: Ulf Eriksson |
| Kühn 49'                | Report | Marcos 50' | Stadion Republiky, Kyjev diváci: 100 000 rozhodčí: Ulf Eriksson |

| 20. července 1980 12:00                      |        |       |                                                  |
| Alžírsko                                     | 3 : 0  | Sýrie | Dinamo Stadium, Minsk rozhodčí: Vojtech Christov |
| Belloumi 36' Madžer 48' Merzekane 73' (pen.) | Report |       | Dinamo Stadium, Minsk rozhodčí: Vojtech Christov |

| 22. července 1980 12:00 |        |          |                                                                        |
| NDR                     | 1 : 0  | Alžírsko | Stadion Republiky, Kyjev diváci: 70 000 rozhodčí: Romualdo Arppi Filho |
| Terletzki 61'           | Report |          | Stadion Republiky, Kyjev diváci: 70 000 rozhodčí: Romualdo Arppi Filho |

| 22. července 1980 12:00 |        |       |                                                    |
| Španělsko               | 0 : 0  | Sýrie | Dinamo Stadium, Minsk rozhodčí: José Castro Lozada |
|                         | Report |       | Dinamo Stadium, Minsk rozhodčí: José Castro Lozada |

| 24. července 1980 12:00 |        |              |                                                 |
| Španělsko               | 1 : 1  | Alžírsko     | Dinamo Stadium, Minsk rozhodčí: Eldar Azim Zade |
| Rincón 38'              | Report | Belloumi 63' | Dinamo Stadium, Minsk rozhodčí: Eldar Azim Zade |

| 24. července 1980 12:00                        |        |       |                                                                |
| NDR                                            | 5 : 0  | Sýrie | Stadion Republiky, Kyjev diváci: 80 000 rozhodčí: Ulf Eriksson |
| Hause 6' Netz 25', 45' Peter 75' Terletzki 82' | Report |       | Stadion Republiky, Kyjev diváci: 80 000 rozhodčí: Ulf Eriksson |

### Skupina D
| Tým        | Z | V | R | P | VG | IG | +/- | B |
| ---------- | - | - | - | - | -- | -- | --- | - |
| Jugoslávie | 3 | 2 | 1 | 0 | 6  | 3  | +3  | 5 |
| Irák       | 3 | 1 | 2 | 0 | 4  | 1  | +3  | 4 |
| Finsko     | 3 | 1 | 1 | 1 | 3  | 2  | +1  | 3 |
| Kostarika  | 3 | 0 | 0 | 3 | 2  | 9  | -7  | 0 |

| 21. července 1980 12:00     |        |        |                                                     |
| Jugoslávie                  | 2 : 0  | Finsko | Dinamo Stadium, Minsk rozhodčí: Mario Rubio Vázquez |
| Šećerbegović 56' Šestić 58' | Report |        | Dinamo Stadium, Minsk rozhodčí: Mario Rubio Vázquez |

| 21. července 1980 12:00          |        |           |                                                   |
| Irák                             | 3 : 0  | Kostarika | Stadion Republiky, Kyjev rozhodčí: Nyirenda Chayu |
| Basheer 45' Saeed 49' Hassan 75' | Report |           | Stadion Republiky, Kyjev rozhodčí: Nyirenda Chayu |

| 23. července 1980 12:00             |        |                      |                                                    |
| Jugoslávie                          | 3 : 2  | Kostarika            | Dinamo Stadium, Minsk rozhodčí: Bassey Eyo-Honesty |
| Zlatko Vujović 6', 54' Primorac 24' | Report | White 35' Arroyo 90' | Dinamo Stadium, Minsk rozhodčí: Bassey Eyo-Honesty |

| 23. července 1980 12:00 |        |      |                                                                         |
| Finsko                  | 0 : 0  | Irák | Stadion Republiky, Kyjev diváci: 40 000 rozhodčí: Ramón Calderón Castro |
|                         | Report |      | Stadion Republiky, Kyjev diváci: 40 000 rozhodčí: Ramón Calderón Castro |

| 25. července 1980 12:00         |        |           |                                                                           |
| Finsko                          | 3 : 0  | Kostarika | Stadion Republiky, Kyjev diváci: 50 000 rozhodčí: Ali Albannai Abdulwahab |
| Tissari 18' Alila 58' Soini 88' | Report |           | Stadion Republiky, Kyjev diváci: 50 000 rozhodčí: Ali Albannai Abdulwahab |

| 25. července 1980 12:00 |        |            |                                             |
| Jugoslávie              | 1 : 1  | Irák       | Dinamo Stadium, Minsk rozhodčí: André Daina |
| Zoran Vujović 63'       | Report | Hassan 61' | Dinamo Stadium, Minsk rozhodčí: André Daina |

## Play off

### Čtvrtfinále
| 27. července 1980 12:00                   |        |          |                                                 |
| Jugoslávie                                | 3 : 0  | Alžírsko | Dinamo Stadium, Minsk rozhodčí: Klaus Scheurell |
| Miročević 5' Šestić 19' Zoran Vujović 70' | Report |          | Dinamo Stadium, Minsk rozhodčí: Klaus Scheurell |

| 27. července 1980 12:00   |        |            |                                                                     |
| Sovětský svaz             | 2 : 1  | Kuvajt     | Dinamo Stadium, Moskva diváci: 48 000 rozhodčí: Mario Rubio Vazquez |
| Čerenkov 30' Gavrilov 51' | Report | Sultan 59' | Dinamo Stadium, Moskva diváci: 48 000 rozhodčí: Mario Rubio Vazquez |

| 27. července 1980 12:00    |        |      |                                                          |
| Československo             | 3 : 0  | Kuba | Kirov Stadium, Leningrad rozhodčí: Enrique Labo Revoredo |
| Vízek 29', 59' Pokluda 90' | Report |      | Kirov Stadium, Leningrad rozhodčí: Enrique Labo Revoredo |

| 27. července 1980 12:00                                   |        |      |                                                                         |
| NDR                                                       | 4 : 0  | Irák | Stadion Republiky, Kyjev diváci: 100 000 rozhodčí: Romualdo Arppi Filho |
| Schnuphase 4' (pen.) Netz 11' Steinbach 17' Terletzki 22' | Report |      | Stadion Republiky, Kyjev diváci: 100 000 rozhodčí: Romualdo Arppi Filho |

### Semifinále
| 29. července 1980 12:00 |        |          |                                                       |
| Sovětský svaz           | 0 : 1  | NDR      | Lužniki, Moskva diváci: 95 000 rozhodčí: Ulf Eriksson |
|                         | Report | Netz 16' | Lužniki, Moskva diváci: 95 000 rozhodčí: Ulf Eriksson |

| 29. července 1980 13:00 |        |            |                                                               |
| Československo          | 2 : 0  | Jugoslávie | Dinamo Stadium, Moskva diváci: 48 000 rozhodčí: Franz Woehrer |
| Lička 4' Šreiner 18'    | Report |            | Dinamo Stadium, Moskva diváci: 48 000 rozhodčí: Franz Woehrer |

### O 3. místo
| 1. srpna 1980 12:00        |        |            |                                                               |
| Sovětský svaz              | 2 : 0  | Jugoslávie | Dinamo Stadium, Moskva diváci: 45 000 rozhodčí: Bob Valentine |
| Oganesjan 67' Andrejev 82' | Report |            | Dinamo Stadium, Moskva diváci: 45 000 rozhodčí: Bob Valentine |

### Finále
| 2. srpna 1980 12:00 |        |     |                                                          |
| Československo      | 1 : 0  | NDR | Lužniki, Moskva diváci: 70 000 rozhodčí: Eldar Azim Zade |
| Svoboda 77'         | Report |     | Lužniki, Moskva diváci: 70 000 rozhodčí: Eldar Azim Zade |

## Medailisté
| Zlato   | Československo |
| Stříbro | NDR            |
| Bronz   | Sovětský svaz  |